# Hideo Kojima
Hideo Kojima (小島秀夫, Kojima Hideo, nascut el 24 d'agost de 1963) és un popular dissenyador de videojocs. Inicialment era el vicepresident de Konami Computer Entertainmet Japan i actualment, es troba a càrrec de l'equip de desenvolupador de videojocs Kojima Productions, un nou equip dedicat al desenvolupament de videojocs creatius deixant de costat les decisions economiques i administratives. Hideo Kojima és el creador i director de diversos videojocs reeixits incloent franquícies com Metal Gear, Snatcher i Policenauts. També ha produït jocs com Zone Of The Enders i Boktai.

## Carrera en el desenvolupament de videojocs
Nascut en Segataya, Tòquio, després es va mudar a Kobe als tres anys. Inicialment tenint l'ambició de convertir-se en director de pel·lícules, es va unir a la casa productora de videojocs Konami com dissenyador el 1986.
Jugava amb diverses idees per tant temps que els seus co-treballadors bromejaven coses com "Perquè no termines el joc abans que muires?" El primer joc en el qual treball va ser Penguin Adventure com assistent del director i el primer joc que desenvolupament va ser Lost Wald, un joc bèl·lic de plataformes que tenia com protagonista a una Lluitadora emmascarada el 1986, no obstant això aquest últim va ser cancel·lat per la companyia.
El primer videojoc de Hideo Kojima a veure la llum va ser Metal Gear, va ser llançat al mercat el 1987 amb un gran èxit entre els crítics, per a la computadora personal MSX 2. El sistema MSX va ser un gran èxit en Japó, Europa, Brasil i la Unió Soviètica, però es va mantenir en la foscor als EUA i altres països, diverses persones (especialment americans) no van jugar al joc fins que va ser importat a la NES, i fins i tot ací va patir diversos canvis durant el procés de conversió en el qual Kojima no va estar directament involucrat.
El joc presentava a Solid Snake, un soldat novençà qui ha estat enviat a l'estat fortificat de "Outer Heaven" para detenir a Metal Gear, un tanc caminant equipat amb armes nuclears. El joc va ser únic per ser el primer en l'estil inflitració, on el jugador és reptat a no fer contacte visual amb l'enemic, per a evitar un confrontament directe (açò va ser fet a causa de les limitacions gràfiques del sistema MSX, ja que el maquinari no podia manejar bé el desplaçament d'escena, ni mostrar molts objectes movent-se alhora). També va llançar l'aclamat Snatcher, el 1988, un joc d'aventura gràfica ambientat en la Guerra Freda i amb estil ciber-punk.
En 1990, Kojima va llançar Metal Gear 2: Solid Snake para MSX, solament en Japó. El joc va ser aclamat en Japó pel seu sofisticada jugabilitat i intrigant història, la qual va introduir significants canvis a la sèrie Metal Gear, dels quals molts van ser duts a "Metal Gear Solid". Va anar de gran importància les significatives caracteritzacions dels personatges del joc i la gran èmfasi donat a la història, que va ser ampliada amb l'ús d'escenes curtes.
Altres canvis importants van ser el millorament de la intel·ligència artificial dels soldats enemics, l'habilitat per a arrossegar-se i l'ús del radar, entre altres millores. Malgrat l'èxit en Japó, el joc mai va ser llançat a Occident fins al seu inclusió en Metal Gear Solid 3: Subsistence en el 2006.
En 1992 va refer Snatcher para PC Engine sota el títol de Snatcher CD-ROMantic (el qual després va ser importat a Sega CD, el joc sol és oficial en la seua versió en anglès), i el 1994 va dissenyar Policenauts, un joc d'aventura basat en una pel·lícula de ciència-ficció situat en una colònia espacial (de vegades vist com una "seqüela espiritual" de Snatcher). Snatcher i Policenauts van ser grans èxits en Japó.
També va produir una sèrie de jocs basat en la sèrie Tokimeki Memorial dating sim, que van ser fets en el mateix motor usat en Policenauts.
Amb el llançament de Metal Gear Solid el 1998 per a PlayStation, Kojima es va convertir en una celebritat internacional entre els jugadors. Metal Gear Solid va ser el primer en la sèrie Metal Gear a usar gràfics 3D i veus d'actors, la qual cosa donava una experiència més cinematogràfica al joc. MGS va ser molt bé rebut pel seu jugabilitat bé dissenyada, i la història i els seus personatges, els quals introduïen temes de proliferació nuclear i enginyeria genètica.
A principis del 2000, Kojima va llançar els primers detalls de la seqüela de Metal Gear Solid, Metal Gear Solid 2: Sons of Liberty, per a PlayStation 2. Els alts detalls gràfics del joc, la física i la jugabilitat ampliada, ho van fer ràpidament el joc més esperat de l'any. En el seu llançament el joc va ser un èxit i aclamat per la crítica pels seus gràfics, jugabilidad i història. Tanmateix, el joc va ser rebut en forma negativa pels fanàtics a causa de la inesperada introducció d'un nou protagonista. Abans del llançament de MGS2, Kojima va produir el joc i la franquícia d'anime Zone of the Enders en 2001, amb un èxit moderat.
En el 2003 va produir Boktai: The Sun Is in Your Hand para Game Boy Advance. Ací el jugador prenia el rol d'un jove caçador de vampirs qui usava una arma solar que era carregada per un sensor fotomètric en el cartutx del joc (forçant-los a jugar a plena llum). També va començar a treballar en Metal Gear Solid: The Twin Snakes per a Game Cube, una reproducció del primer Metal Gear Solid, amb totes les millores de Metal Gear Solid 2 i amb escenes curtes redirigides pel director de pel·lícules d'acció i horror Ryuhei Kitamura. El joc va ser llançat en 2004.
Més tard, Kojima dissenyà i va llançar Metal Gear Solid 3: Snake Eater per a PlayStation 2, el qual se situava el 1964 (en plena Guerra Freda) introduint a la jugabilidad temes de supervivència en àrees de bosc i selves, i camuflatges per a evadir als enemics. La versió Nord-americana va ser llançada el 17 de novembre de 2004, mentre que el seu contrapart Japonesa la va seguir el 16 de desembre. La versió Europea va ser llançada el 4 de març de 2005. La resposta de la crítica va ser més favorable que la del lliurament anterior i va fer augmentar l'interès en la història de tota la sèrie.
En aqueix llavors, Kojima també treballava en la seqüela de Boktai, Boktai 2: Solar Boy Django per a Game Boy Advance, llançat a l'estiu del 2004. Aquest joc augmente l'ús del sensor solar del cartutx, permetent als jugadors combinar noves armes solars.
També va ser llançat Metal Gear Ac!d per a la portàtil PlayStation Portable. Aquest joc basat en torns té menys acció que els altres Metal Gear i està enfocat més en l'estratègia.

## Treballs

### Serie"Metal Gear"
- Metal Gear Solid V: The Phantom Pain (2015)- escriptor/productor/director
- Metal Gear Solid: Ground Zeroes (2014) - escriptor/productor/director
- Metal Gear Solid 4: Guns of the Patriots (2008) - escriptor/productor/director
- Metal Gear Solid: Digital Graphic Novel 2 (2007) - productor/director
- Metal Gear Solid: Portable Ops (2006) - escriptor/productor
- Metal Gear Solid: Digital Graphic Novel (2006) - productor/director
- Metal Gear Solid 3: Subsistence (2005) - escriptor/productor/director
- Metal Gear Ac!d² (2005) - productor
- Metal Gear Ac!d (2004) - productor
- Metal Gear Solid 3: Snake Eater (2004) - escriptor/productor/director
- Metal Gear Solid: The Twin Snakes (2004) - escriptor/productor/director original
- Metal Gear Solid 2: Substance (2002) - escriptor/productor/director
- The Document of Metal Gear Solid 2 (2002) - productor/director
- Metal Gear Solid 2: Sons of Liberty (2001) - escriptor/productor/director
- Metal Gear: Ghost Babel (2000) - productor/director supervisor
- Metal Gear Solid: VR Missions (1999) - productor/director
- Metal Gear Solid: Integral (1999) - escriptor/productor/director
- Metal Gear Solid (1998) - escriptor/productor/director
- Metal Gear 2: Solid Snake (1990) - escriptor/director
- Metal Gear (1987) - escriptor/director

### SèrieLunar Knights
- Lunar Knights (2006) - productor

### SèrieBoktai
- Boktai: Sabata's Counterattack (2005) - productor
- Boktai 2: Solar Boy Django (2004) - productor
- Boktai: The Sun Is in Your Hand (2003) - productor

### SèrieZone of the Enders
- Zone of the Enders: The 2nd Runner (2003) - productor
- Zone of the Enders (2001) - productor

### SèrieTokimeki Memorial Drama
- Tokimeki Memorial Drama Series Vol. 3: Tabidachi no Uta (1999) - director executiu
- Tokimeki Memorial Drama Series Vol. 2: Irodori no Love Song (1998) - planificació/productor
- Tokimeki Memorial Drama Series Vol. 1: Nijiiro no Seishun (1997) - planificació/productor/director dramàtic

### SèrieSnatcher
- Snatcher CD-ROMantic (1992) - escriptor/director
- SD Snatcher (1990) - escriptor original
- Snatcher (1988) - escriptor/director

### Altres Jocs
- Project 'S' (desconegut) - Co-dissenyador con Suda 51, Possiblement un joc de Snatcher.
- Super Smash Bros. Brawl (2007) - Dissenyador de l'etapa de Solid Snake i els seus moviments especials.
- Stock Trading Trainer : Kobutore (2006) - productor
- Policenauts (1994) - escriptor/director
- Lost Warld (1986, Cancel·lat) - escriptor/director
- Penguin Adventure (1986) - director assistent
- Sonic Triple Trouble (1994) - agraïments especials en els crèdits per raons desconegudes.